# 彼得·亚内奇卡
彼得·亚内奇卡（捷克語：Petr Janečka，1957年11月25日—），捷克男子足球运动员，司职前锋。他曾代表捷克斯洛伐克国家队参加1982年国际足联世界杯，结果队伍止步小组赛阶段。